# Новоселска река (приток на Омуровска река)
Вижте пояснителната страница за други значения на Ново село.
Новоселска река (Суха река) е река в Южна България — Област Стара Загора, община Братя Даскалови, ляв приток на Омуровска река, от басейна на Марица. Дължината ѝ е 22 km.
Новоселска река извира под името Ямачдере на 802 м н.в., на 700 м югоизточно от хижа „Каваклийка“ в Сърнена Средна гора. Тече в южна посока, като до село Горно Ново село долината ѝ е дълбока и залесена, а след това се разширява и обезлесява. След село Найденово долината ѝ още повече се разширява и се влива отляво в Омуровска река на 229 м н.в., точно под моста, свързващ селата Малък дол и Голям дол в Община Братя Даскалови.
Площта на водосборния басейн на реката е 118 km2, което представлява 38,7% от водосборния басейн на Омуровска река.
Основни притоци: → ляв приток, ← десен приток
- ← Баалъкдере
- → Куздере
- → Кузгундере
- → Гелгюлика
- → Калфенска река

Реката е с дъждовно подхранване, като максимумът е в периода март-юни, а минимумът – юли-декември.
По течението на реката в Община Братя Даскалови са разположени 4 села: Горно Ново село, Долно Ново село, Найденово и Голям дол.
В долното течение водите на реката се използват за напояване.

## Топографска карта
- Лист от карта K-35-51. Мащаб: 1 : 100 000.